# Henry Peter Leifermann
Henry Peter Leifermann (* 30. Juni 1942 in Madison, Wisconsin; † 2. September 2016 in Augusta, Georgia) war ein US-amerikanischer Journalist und Autor.

## Biografie
Henry Peter Leifermann wurde 1942 als Sohn des Bauingenieurs Kenneth Raymond Leifermann (1910–1986) und dessen Ehefrau Frances Buchanan (1914–1998) geboren. Er wuchs in Aiken, South Carolina, auf, wo er der jüngste Eagle Scout des Staates wurde.
In seiner journalistischen Tätigkeit berichtete er über die Bürgerrechtsbewegung für United Press International (UPI) und arbeitete unter anderem für The New York Times und Newsweek. Als Autor schrieb er den Reiseführer South Carolina für Fodor's Travel Publications und verfasste das Sachbuch Crystal Lee, das für den Film Norma Rae adaptiert wurde.
Leifermann war verheiratet und hatte zwei Kinder.